# Epiblapsilon tuberculatum
Epiblapsilon tuberculatum är en skalbaggsart som beskrevs av J. Linsley Gressitt 1984. Epiblapsilon tuberculatum ingår i släktet Epiblapsilon och familjen långhorningar. Inga underarter finns listade i Catalogue of Life.